# Nemzetközi csoportosulás
Az európai uniós jogban a  nemzetközi csoportosulás legalább két különböző, az Európai Gazdasági Térségről szóló megállapodásban részes államban (EGT-állam) bejegyzett vállalkozó vasúti társaság társulása volt, amelynek célja nemzetközi vállalkozó vasúti tevékenységek végzése volt. Azokban a tagállamokban, ahol a vasúti áruszállítási tevékenység nem volt teljesen liberalizálva, a nemzetközi forgalomban a vasúti társaságoknak ilyen csoportosulásai szabadon használhatták a vasúti pályát, illetve igénybe vehették a pályavasúti szolgáltatásokat.
A nemzetközi csoportosulás fogalmát a közösségi vasutak fejlesztéséről szóló, 91/440/EK tanácsi irányelv hozta létre, amelyet 1993-tól 2015 júniusáig kellett alkalmazni. Az irányelvet ekkor felváltotta az első vasúti csomag átdolgozása, vagyis az egységes európai vasúti térség létrehozásáról szóló 2012/34/EU európai parlamenti és tanácsi irányelv, amely már nem rendelkezik a nemzetközi csoportosulásokról.